# Dritte Nationalversammlung in Troizen

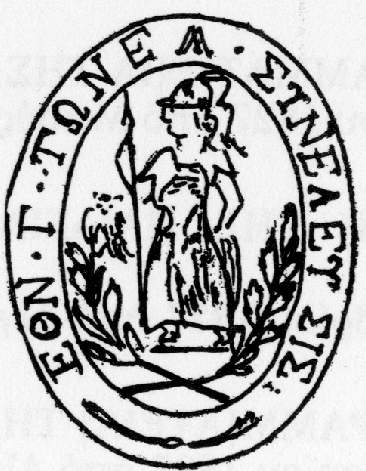
Siegel der III. Nationalversammlung in Troizen

Die Dritte Nationalversammlung in Troizen (griechisch Γʹ Εθνοσυνέλευση της Τροιζήνας) fand vom 19. März bis zum 3. Mai 1827 im griechischen Trizinia bei Troizen, während der Griechischen Revolution statt.
Das Hauptziel dieser Versammlung war es, Griechenland eine stabile Regierung zu geben, die sich an demokratischen und liberalen Ideen orientieren sollte. Die Versammelten wählten einstimmig Ioannis Kapodistrias, einen erfahrenen Diplomaten, zum Gouverneur des Landes. Seine Amtszeit war auf sieben Jahre festgelegt, und er sollte das Land in dieser turbulenten Phase führen.  Zudem wurde eine Verfassung verabschiedet, die nicht mehr nur vorläufigen Charakter hatte.

## Historischer Hintergrund
Die Vorgänger dieser Nationalversammlung waren die Erste in Epidaurus (1821–1822) und die Zweite in Astros (1823). Nach der Zweiten Nationalversammlung fanden die Bürgerkriege von 1823 bis 1825 statt, die jedoch die strukturellen Probleme einer zentralen Verwaltung nicht lösen konnten.
Auch nach den Bürgerkriegen und der Landung von Ibrahim Pascha auf der Peloponnes wurden die unterlegenen Fraktionen weiterhin verfolgt. Die Pläne für die Dritte Nationalversammlung begannen zwar im September 1825, konnten jedoch aufgrund der schwierigen Bedingungen nicht umgesetzt werden. Gleichzeitig bildeten sich erneut rivalisierende Gruppierungen.
Am 6. April 1826 wurde ein erster Versuch unternommen, die Dritte Nationalversammlung in Piada (heutiges Nea Epidavrus) zu eröffnen, der jedoch aufgrund des Falls von Mesolongi unterbrochen werden musste. Zu dieser Zeit beschlossen die Griechen, sich an Großbritannien zu wenden, um eine Vermittlung zu erbitten und die Bedingungen für Verhandlungen festzulegen. Gleichzeitig wurde ein neues Verwaltungsgremium namens Administratives Committee gegründet.
Etwas später, im Herbst, wurde erneut versucht, eine Dritte Nationalversammlung einzuberufen, die jedoch wiederum aufgrund interner Konflikte in Korinth und Nafplio unterbrochen werden musste. Anfang des Jahres 1827 versammelten sich die gegnerischen Fraktionen zu separaten Versammlungen in Ägina und Ermioni. Schließlich konnte man sich darauf einigen, sich Ende März 1827 in einem Zitronenhain von Trizina zu treffen, um eine gemeinsame politische Lösung zu finden.

## Inhalt der Versammlung

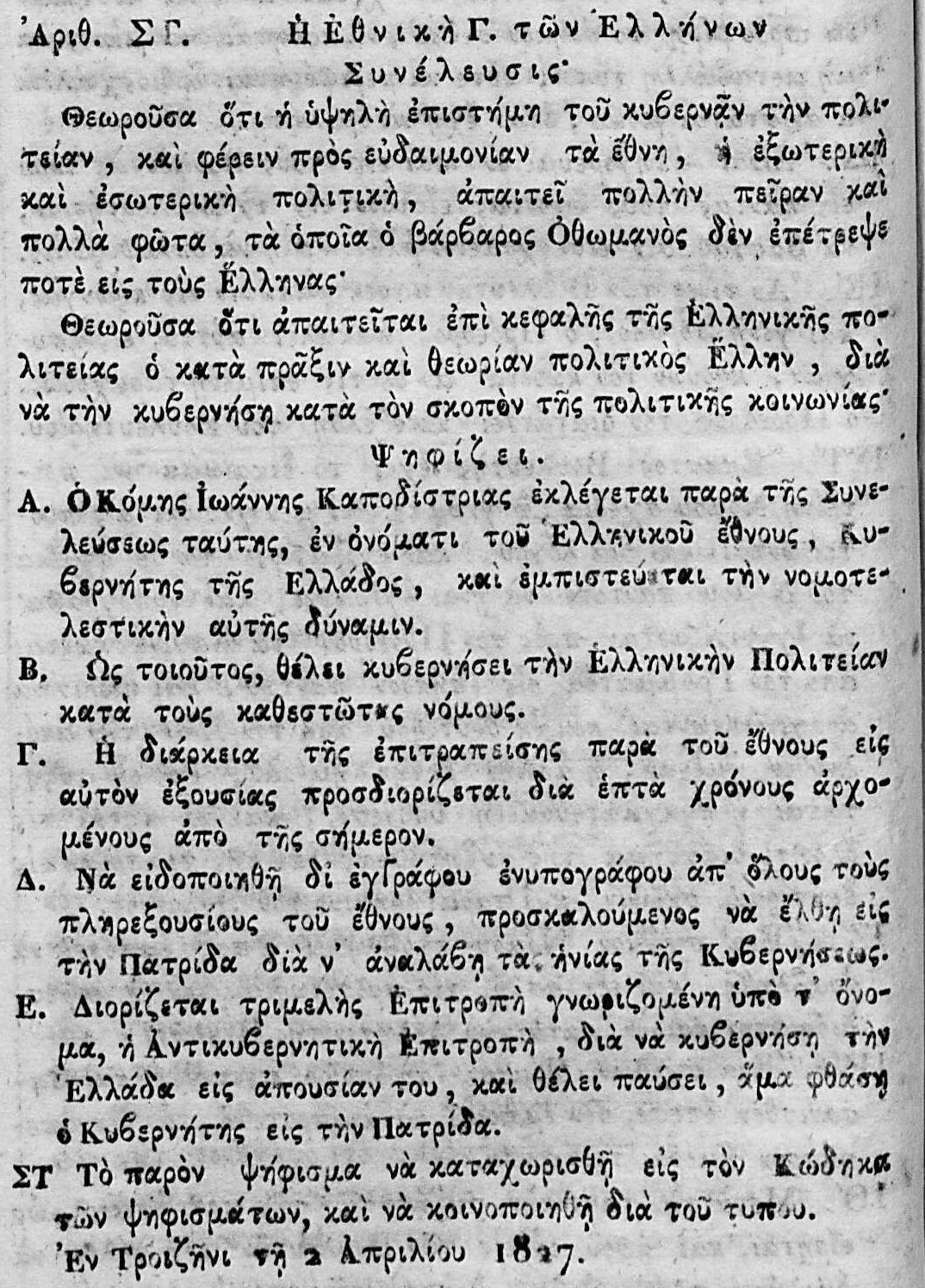
Der Text der Resolution der Dritten Griechischen Nationalversammlung vom 2. April 1827 in Troizen, mit der Ioannis Kapodistrias für eine siebenjährige Amtszeit zum Gouverneur von Griechenland ernannt wurde

Neben der Wahl von Kapodistrias war ein weiteres wichtiges Ergebnis die Verabschiedung der Politischen Verfassung Griechenlands, die als die bedeutendste Verfassung der Revolutionszeit gilt. Diese Verfassung führte erstmals offiziell das Prinzip der Volkssouveränität ein, also die Idee, dass die staatliche Macht vom Volk ausgeht. Dies war ein großer Schritt in Richtung Demokratie und wurde in allen späteren griechischen Verfassungen ab 1864 beibehalten.
Die Verfassung von 1827 etablierte auch eine klare Gewaltenteilung: Der Gouverneur, also Kapodistrias, hatte die alleinige Kontrolle über die Exekutive (die ausführende Gewalt) während die Legislative (die gesetzgebende Gewalt) ausschließlich dem Parlament oblag.
Weiterhin wurde festgelegt, dass Verhandlungen mit dem Osmanischen Reich das Ziel der Unabhängigkeit und nicht nur einer bloßen Autonomie verfolgen sollten.
Zudem wurden Admiral Thomas Cochrane zum Befehlshaber der griechischen Flotte und Richard Church zum Oberbefehlshaber des Landheers ernannt.

## Folgen der Versammlung
Im August 1827 nahm Kapodistrias das Angebot der Nationalversammlung an. Bis zu seiner Ankunft übernahm ein eigens gebildetes Regierungskomitee seine Aufgaben.
Spätestens nach dem Ende der Dritten Nationalversammlung in Troizen gründete sich auch die Englische Partei unter Alexandros Mavrokordatos in Griechenland. Seine Anhänger organisierten sich, um sich gegen die Entscheidung zu wehren, dem Gouverneur absolute monarchische Macht zu übertragen.
Kapodistrias gelang es bereits im Januar 1828, die Verfassung von Troizina außer Kraft zu setzen, die darauf ausgelegt war, seine Macht zu beschränken und seine Entscheidungen zu kontrollieren. Anstelle des Parlaments wurde ein neues Gremium, das Panellinio, geschaffen, das jedoch nur beratende Funktion hatte. Etwa anderthalb Jahre nach seiner Ernennung bestätigte die Vierte Nationalversammlung (Argos, 11. Juli bis 6. August 1829) die Machtkonzentration in den Händen des Gouverneurs. Das Panellinio wurde aufgelöst und durch einen kleineren Senat ersetzt, der jedoch keine entscheidende Autorität besaß. Schließlich wurden die Grundlagen für eine künftige Verfassungsreform festgelegt, die jedoch nie umgesetzt wurde.
Die designierten militärischen Führer der Revolution, Cochrane und Church, die beide umstritten waren, da ihre Kriegstaktiken nicht mit den vertrauten Strategien der griechischen Kämpfer übereinstimmten, führten schließlich zu der schwersten Niederlage der Griechen: der Schlacht von Phaleron im April 1827 (auch Schlacht von Analatos genannt). In dieser Schlacht verloren viele Aufständische und bedeutende Partisanenführer wie Georgios Karaiskakis und Ioannis Notaras ihr Leben.
Kapodistrias wurde zu einer Schlüsselfigur in der frühen Phase des modernen griechischen Staates. Sein Ziel war die Modernisierung und Zentralisierung Griechenlands, doch sein autoritärer Führungsstil und die Konfrontation mit lokalen Machthabern, wie den Kotzabasiden, führten schließlich zu seiner Ermordung. Trotz seines gewaltsamen Todes legten seine Reformen den Grundstein für die spätere Entwicklung des Landes.

## Andenken
In Troizen wurde ein Denkmal zu Ehren der Dritten Nationalversammlung errichtet. Das Design des Denkmals basiert auf dem eines antiken griechischen Theaters.